# Alexandersgymnasiet
Alexandersgymnasiet på Mannerheimvägen i Helsingfors var Finlands första ryska läroverk. Läroverkets byggnad byggdes efter ritningar av arkitekten Frans Anatolius Sjöström år 1884. Läroverket använde byggnaden fram till år 1913. Mellan åren 1919 och 1927 var byggnaden använd som Gösta Stenmans konstpalats. Under 1930-talet flyttade tidningen Uusi Suomis huvudkontor in i byggnaden. Byggnaden skadades i en brand år 1976. Efter branden Uusi Suomis huvudkontor flyttade till Gräsviken och byggnaden renoverades och påbyggdes efter ritningar av Kalle Vartola. Renoveringsarbetena blev färdiga år 1977.